# Херменеутика
Херменеутика је умјетност или теорија интерпретације, као и тип филозофије која настаје као резултат постављања питања у самом процесу интерпретације. Коријени херменеутике су у интерпретацији религијских текстова, али временом стиче шире значење и почетком 20. вијека у Њемачкој, херменаутика постаје једна филозофска струја.
Модерна херменеутика укључује вербалну и невербалну комуникацију, као и семиотику, пресупозицију. Херменеутика је широм примењена у друштвеним наукама, праву, историји и теологији.